# 바그라티오놉스카야역
바그라티오놉스카야역(러시아어: Багратионовская)은 모스크바 지하철 필룝스카야 선의 역이다. 필리 역과 필룝스키 파르크 역 사이에 위치한다. 역 인근에는 필리 차량기지가 있어, 플랫폼 동쪽 부분에 차량기지로 들어가는 입구가 위치한다.

## 역사
바그라티오놉스카야 역은 1961년 10월 13일에 개장하였다.

## 역명
표트르 바그라티온 장군의 이름을 따서 지어졌다.

## 구조
1면 2선의 섬식 플랫폼의 지상 역사이다. 본 역은 철근 콘크리트 조립 프로젝트의 전형적인 예를 보이고 있다.

## 사진

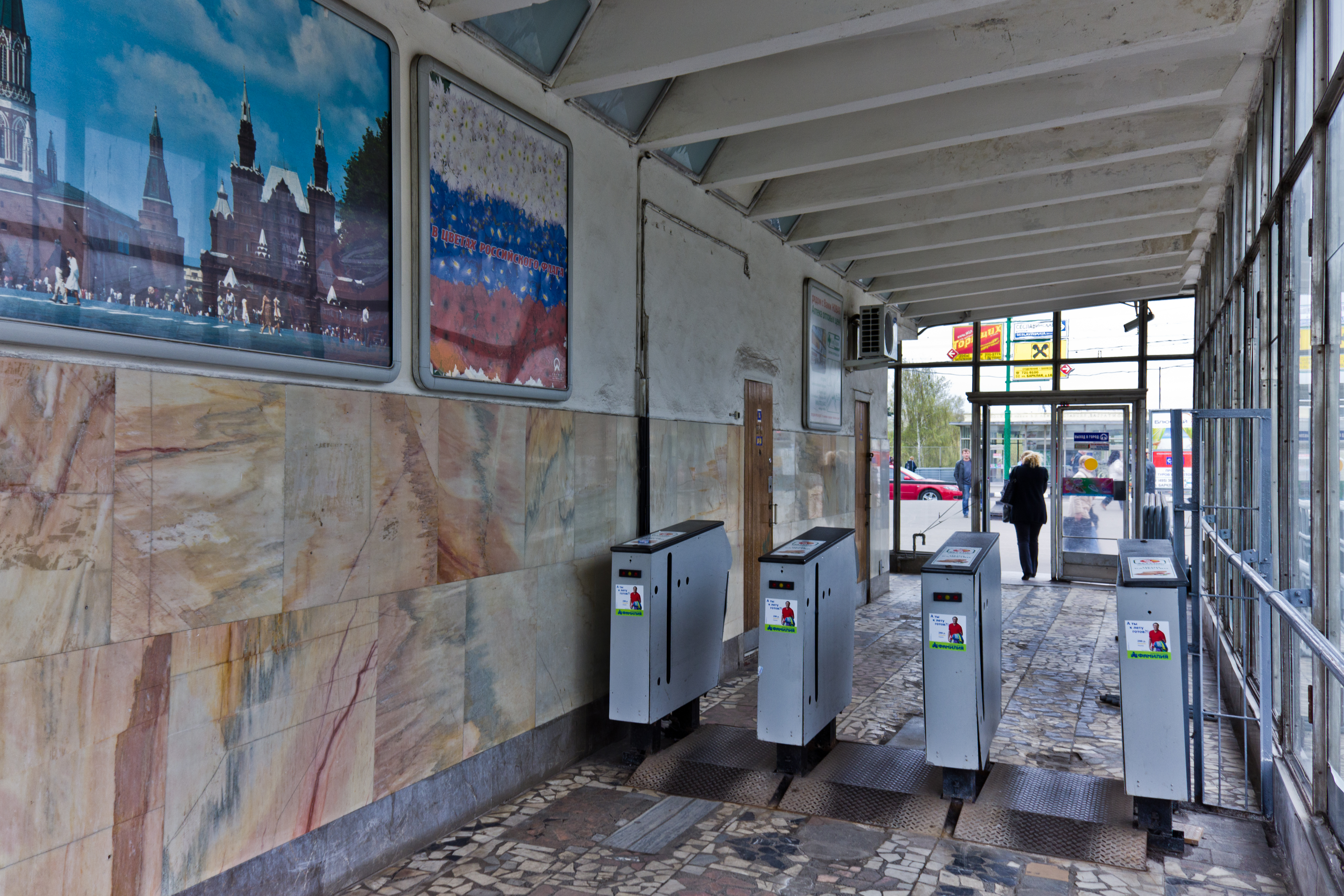
개찰구
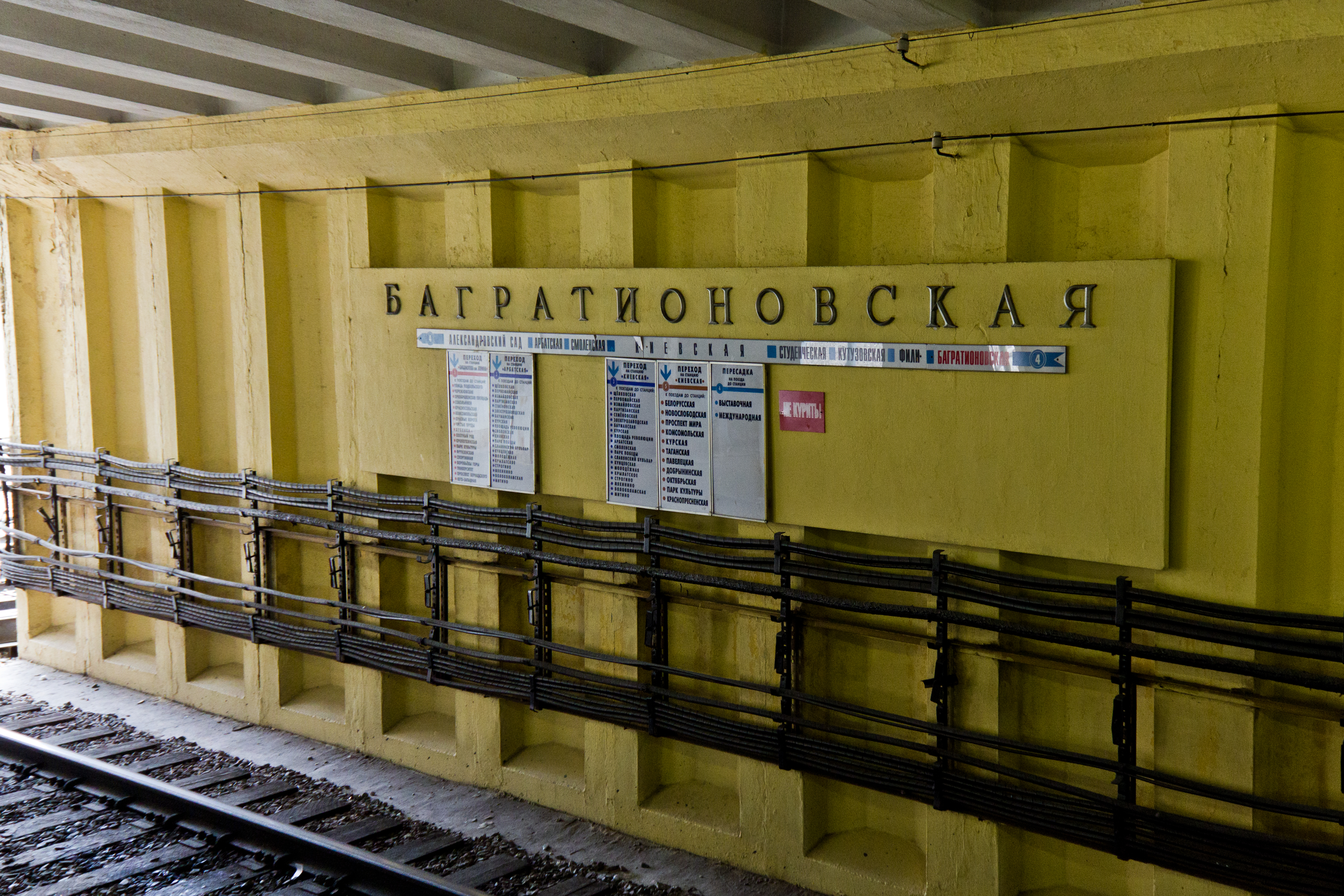
역명판

## 같이 보기
- (러시아어) metro.ru